# ویلیام نیل
ویلیام کالورت نیل (انگلیسی: William Calvert Kneale؛ ۲۲ ژوئن ۱۹۰۶ – ۲۴ ژوئن ۱۹۹۰) منطق‌دان انگلیسی بود که بیشتر برای کتاب توسعه منطق که در سال ۱۹۶۲ منتشر شد، شناخته می‌شود، توسعه منطق تاریخچه منطق از آغاز آن در یونان باستان است که با همسرش مارتا نوشته شده است. نیل همچنین به عنوان فیلسوف علم و نویسنده کتابی در مورد احتمالات و استقراء نیز شناخته می‌شود. او عضو کالج اکستر، آکسفورد بود و در سال ۱۹۶۰ کرسی «فلسفه اخلاق پروفسور وایت» به‌دست‌آورد که قبلاً توسط فیلسوف زبان‌شناس جان لانگشاو آستین اداره می‌شد. نیل در سال ۱۹۶۶ بازنشسته شد.
وی همچنین برندهٔ جوایزی همچون عضویت آکادمی بریتانیا شده است.